# Йодотрофеусы
Йодотрофеусы (лат. Iodotropheus) — небольшой род лучепёрых рыб семейства цихловых, эндемиков озера Малави (Ньяса) в Восточной Африке. В настоящее время род включает три вида. Iodotropheus sprengerae, известная как ржавая цихлида, часто встречается в аквариумах.

## Характеристика
Йодотрофеусы — небольшие представители группы Мбуна с голубовато-коричневой или красновато-коричневой окраской. Отличительной особенностью данного рода является уздечка (френум), соединяющая верхнюю губу и рыло. Эта особенность особенно хорошо видна у взрослых особей. У йодотрофеусов выраженный половой диморфизм — самцы и самки отличаются друг от друга по цвету.
Своё название род получил благодаря присутствию фиолетовых тонов в окраске его представителей (греч. ιωδες (иодес) — фиолетовый) и за сходность с танганьикскими трофеусами (Tropheus).

## Места обитания и питание
Йодотрофеусы обитают на юге восточноафриканского озера Малави (Ньяса) и около его восточного побережья в жесткой и щелочной воде. Предпочитают каменистые и скалистые области на глубине от мелководья до 40 м. Питается водорослями и живущими в них живыми организмами, соскребая их с поверхности камней и скал. Кроме того, члены этого рода также питаются планктоном и мелкими беспозвоночными.

## Поведение и размножение

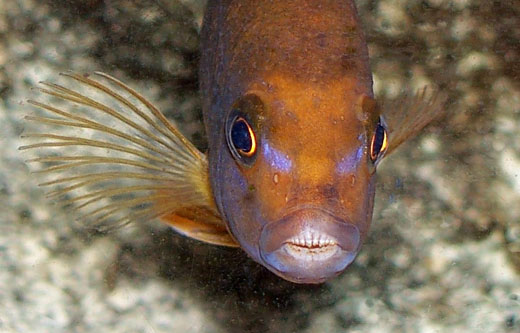
Ржавая цихлида или Iodotropheus sprengerae

Йодотрофеусы не формируют нерестовых территорий (даже самцы). Живут поодиночке или в маленьких группах. Подобно всем представителям группы Мбуна йодотрофеусы вынашивают икру во рту.

## Содержание в аквариуме
Представителей этого рода довольно легко содержать в аквариумах, размножаются в неволе без особых проблем. Йодотрофеусов лучше содержать в аквариумах объёмом не менее 120 л. Как всем и цихлидам озера Малави йодотрофеусам нужна жесткая щелочная вода.

## Виды
Принадлежность многих цихлид тому или иному виду точно не установлена и разнится в разных источниках. Здесь приведены виды йодотрофеусов по FishBase (A Global Information System on Fishes).
- Iodotropheus declivitas (Stauffer, 1994) — существование этого вида оспаривается некоторыми авторами
- Iodotropheus sprengerae (Oliver & Loiselle, 1972) (Ржавая цихлида). (en: Lavender mbuna)
- Iodotropheus stuartgranti (Konings, 1990)